# Тальявини, Хайди
Ха́йди Тальяви́ни (Heidi Tagliavini) (род. в 1950 году, Базель) — швейцарский дипломат. В 2003 году в NZZ Folio (ежемесячном журнале Neue Zürcher Zeitung) названа «выдающимся дипломатом Швейцарии» (нем. die herausragende Diplomatin der Schweiz).
Владеет семью языками. Во время встречи Рональда Рейгана и Михаила Горбачёва в 1985 году в Женеве переводила с русского языка для президента Швейцарии Курта Фурглера.

## Биография
Родилась в семье архитектора итальянского происхождения и художницы из Люцерна.
В 1982 году начала работать в Федеральном департаменте иностранных дел, с 1984 года — в Политическом управлении департамента. В 1995 году была членом первой группы содействия ОБСЕ в Чечне. В 1996 году работала в посольстве Швейцарии в Москве. С 1998 год по 1999 год занимала должность заместителя главы миссии ООН по наблюдению в Грузии.
После возвращения в Швейцарию в 1999 году была назначена главой Политического отдела гуманитарной безопасности в Политическом управлении Федерального департамента иностранных дел. С 2000 года по 2001 год работала личным представителем действующего председателя ОБСЕ на Кавказе. С 2001 года по 2002 год была швейцарским послом в Боснии и Герцеговине. В 2002 году возглавила миссию ООН по наблюдению в Грузии. В 2006 году вернулась в Берн, где заняла должность заместителя главы Политического управления Федерального департамента иностранных дел.
21 ноября 2008 года была назначена главой комиссии по расследованию причин войны в Грузии. Ей был выделен бюджет в размере 1,6 миллиона евро. Доклад комиссии должен был быть представлен 31 июля 2009 года, но его перенесли на 30 сентября. В заключительном докладе, опубликованном 30 сентября, сделан вывод, что Грузия начала войну, но обе стороны несут ответственность за эскалацию конфликта.
С конца 2009 года по начало 2010 года возглавляла миссию ОБСЕ по наблюдению за президентскими выборами на Украине. С 2014 по 2015 год представляла миссию ОБСЕ в Контактной группе по Украине. Подала в отставку 7 июня 2015 года. Отставку связывают с неудовлетворительными переговорами в Минске.

## Публикации
1. В 1998 году опубликовала книгу «Признаки разрушения» (нем. Zeichen der Zerstörung), в которую вошли её любительские фотографии разрушенной войной Чечни. 
2. В 2000 году под редакцией Хайди Тальявини и Фраймута Дуве опубликована книга «Защита будущего. Кавказ в поисках мира», в состав которой вошли тексты 26 авторов, в том числе и самой Тальявини.
3. Посол Тальявини опубликовала итоговую статью о деятельности ОБСЕ по политическому урегулированию кризиса в Украине в 2014-15 гг.:
Tagliavini H. Mediation in the Crisis in Eastern Ukraine up to 23 June 2015. IFSH (ed.), OSCE Yearbook 2015, Baden-Baden 2016, pp. 217-227.